# Sydney Camm
Sydney Camm, född 5 augusti 1893 i Windsor, död 12 mars 1966, i Richmond, var en brittisk flygplanskonstruktör. Camm har konstruerat 52 olika flygplan från 1920-talets biplan till 1950-talets jetflygplan. Bland hans verk finns legendariska jaktflygplan som Hawker Hurricane, Hawker Typhoon och Hawker Hunter. I mitten av 1930-talet var 84 % av flygplanen i Royal Air Force konstruerade av honom.

## Uppväxt
Sydney Camm växte upp på 10 Alma Road i Windsor. Han och hans bröder började bygga modellflygplan i deras fars snickeriverkstad som de sedan sålde i Herberts butik i Eton. Många av kunderna var elever vid Eton College. År 1911 började bröderna Camm att bygga ett glidflygplan i fullskala som så småningom även försågs med motor. Sydney Camm var en av grundarna till Windsors modellflygklubb 1912.

## Yrkesliv
År 1914 började Sydney Camm att arbeta på Martinsyde på Brooklands för att 1923 gå över till Hawker Aircraft. Camms första egna konstruktion var Hawker Cygnet som ställde upp i Lympne light aircraft competition 1924 och vann 1925. År 1926 inledde Camm sin mest intensiva arbetsperiod som kom att resultera i Hawker Nimrod, Hawker Hart och Hawker Fury. Även om de med den tidens mått var moderna och relativt snabba flygplan gick utvecklingen snabbt om dem. Därför började Camm 1934 att arbeta på sitt kanske mest kända flygplan, Hawker Hurricane. Under andra världskriget fortsatte han att vidareutveckla den konstruktionen till Hawker Typhoon, Hawker Tempest och Hawker Sea Fury. Efter kriget övergick Camm till att konstruera jetflygplanen Hawker Sea Hawk, Hawker Hunter och Hawker Siddeley Kestrel (en föregångare till Hawker Siddeley Harrier). Han adlades för sina insatser 1953. Camm gick i pension 1965, men satt kvar i styrelsen för Hawker Siddeley fram till sin död året efter.